# Omalodes fortunatus
Omalodes fortunatus är en skalbaggsart som beskrevs av Lewis 1898. Omalodes fortunatus ingår i släktet Omalodes och familjen stumpbaggar. Inga underarter finns listade i Catalogue of Life.